# Carlo Denina
Carlo Denina (Revello, 18 febbraio 1731 – Parigi, 5 dicembre 1813) è stato un presbitero e storico italiano.

## Biografia
Secondo dei quattro figli di Giuseppe Denina, ottenne, grazie al legame di patronage con la famiglia dei conti Roero Trotti, una borsa di studio al Collegio delle Province in qualità di uno dei due borsisti che la provincia di Saluzzo inviava presso l'istituzione fondata nel 1729 da Vittorio Amedeo II.
Ottenuto il diaconato e il sacerdozio dal vescovo di Saluzzo, Denina decise d'impegnare se stesso e i suoi scolari in qualche «esercizio letterario», che introduceva «diversi scolari con diverso carattere, due padri che si fingevano a ritirarsi da scuola per condursi a vacanze, e un pedante ridicolo, che era l'eroe del dramma giocoso, composto secondo le regole di Aristotele». Ne nacque una rappresentazione teatrale, il Don Margofilo (non conservato), che generò polemiche e malumori che giunsero all'attenzione della Segreteria degli Interni sabaudo e al Magistrato della Riforma, la più alta autorità sabauda nell'ambito dell'istruzione.
Qualche anno più tardi Denina diede alla luce un opuscolo diretto a dimostrare che il clero non doveva arroccarsi nella gelosa difesa dei propri privilegi, ma doveva collaborare fattivamente con il governo, facilitando la riscossione della tasse, denunciando il contrabbando e, in generale, mettendo a disposizione la propria influenza per indurre la popolazione a rispettare le scelte economiche emanate dallo Stato. Anche in questo caso la Lettera di N. Daniel Cairo al p. Atanasio di Passagna sopra il dovere de' ministri evangelici di predicare colle istruzioni e coll'esempio l'osservanza delle leggi civili e spezialmente in riguardo agl'imposti ebbe un'accoglienza fredda.
Denina, che fu quasi coetaneo e biografo del matematico Joseph-Louis Lagrange (al quale è intitolato il Liceo-Ginnasio di Vercelli), inserì una biografia di costui nella sua Prusse littéraire, lasciando preziose testimonianze della vita di Lagrange a Torino e della sua attività scientifica nel periodo berlinese.

## Opere

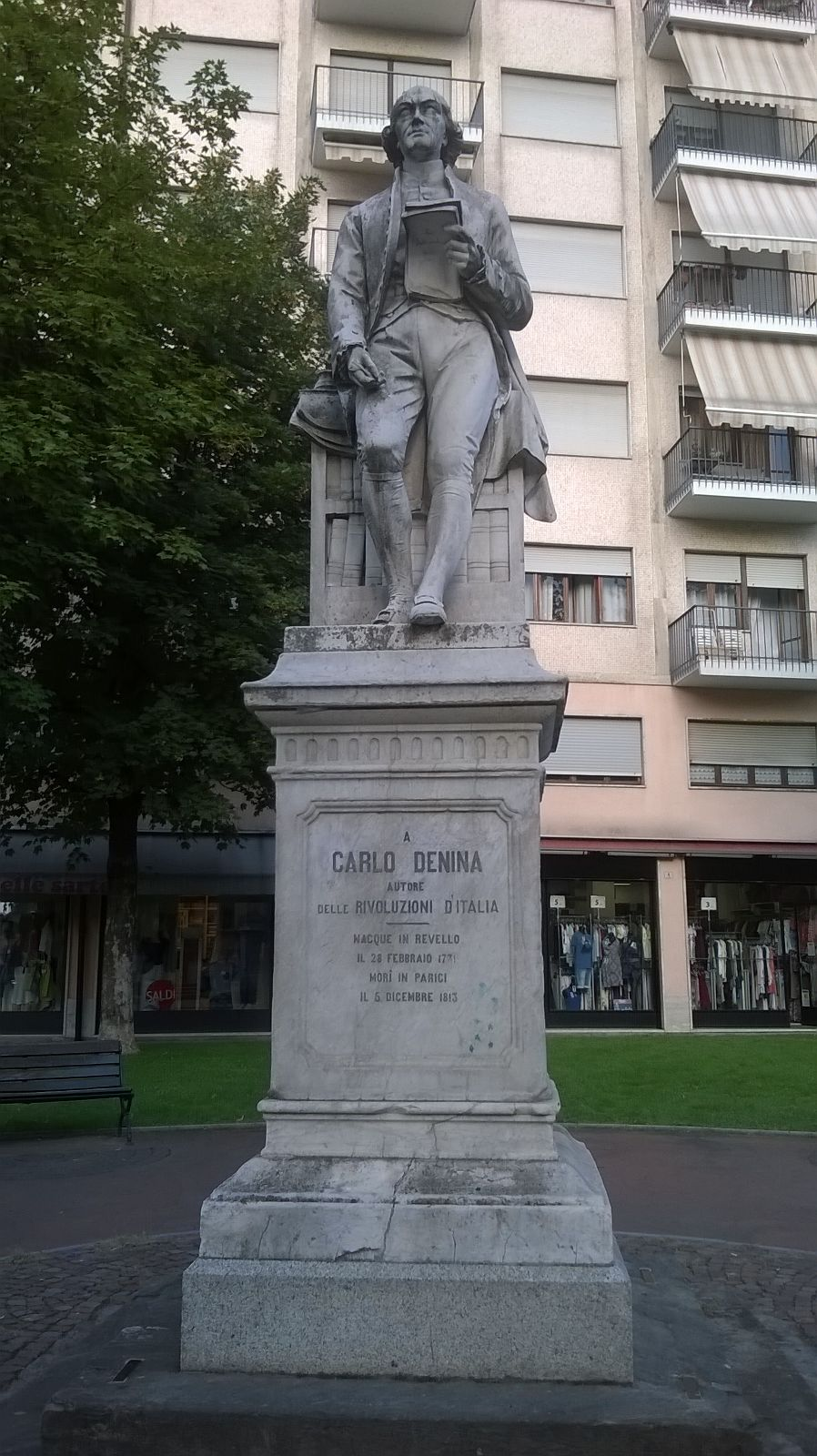
Saluzzo, monumento a Carlo Denina di Alfonso Balzico

- De studio theologiae et norma fidei (1758)
- Lettera di N. Daniel Cairo al p. Atanasio di Passagna sopra il dovere de' ministri evangelici di predicare colle istruzioni e coll'esempio l'osservanza delle leggi civili e spezialmente in riguardo agl'imposti (1761)
- Discorso sopra le vicende della letteratura (1761)
- Saggio sopra la letteratura italiana (1762)
- Istoria delle rivoluzioni d'Italia (1769-1770)
- Istoria politica e letteraria della Grecia (1781-1782)
- Réponse a la Question: Que doit-on à l'Espagne? Discours lu à l'Académie de Berlin dans l'Assemblée publique du 6 janvier l'an 1786 pour le jour anniversaire du Roi, par Mr. l'Abbé Denina (1786)
- La Prusse littéraire sous Frédéric II (1790-1791)
- Delle Rivoluzioni d'Italia - Libri venticinque, vol. 1, Milano, Nicolò Bettoni, 1826.
- Delle Rivoluzioni d'Italia - Libri venticinque, vol. 2, Venezia, Società de' Libraj, 1791.
- Delle Rivoluzioni d'Italia - Libri venticinque, vol. 3, Torino, Fratelli Reycends, 1770.
- Delle Rivoluzioni d'Italia - Libri venticinque, vol. 5, Venezia, Tipografia di Antonio Curti q. Giacomo, 1800.
- Dell'impiego delle persone (1803)
- La clef des langues (1803)
- Le rivoluzioni della Germania (1804-1809)
- Istoria della Italia occidentale (1809)
- Delle Rivoluzioni d'Italia - Libri venticinque, vol. 3, Venezia, Stamperia Vitarelli, 1808.
- Delle Rivoluzioni d'Italia - Libri venticinque, vol. 3, Milano, Società Tipografica de' Classici Italiani, 1820.
- Carlo Denida, Lettere di Carolo Denida al fratello Marco Silvestro, Pinerolo, Tipografia Sociale, 1901.
- Delle Rivoluzioni d'Italia - Libri venticinque, vol. 3, Milano, Società Tipografica de' Classici Italiani, 1820.